# 大蔵山
大蔵山（おおくらやま）は、新潟県五泉市に位置する山である。標高は864.2m。菅名岳・鳴沢峰とともに連山を成している。

## 概要
手ごろな登山やハイキングの山として親しまれている。中腹には、ブナの原生林やカツラの巨木が植生している。

## 周辺
「吉清水」や「どっぱら清水」などの名水がある。
周辺の山
- 菅名岳（909.0 m）
- 鳴沢峰（879.9 m）